# 社会地理学
社会地理学（しゃかいちりがく、英語: social geography）は、社会と空間の関係性を考察する、人文地理学の一分野である。
農村、都市、犯罪、貧困、教育、環境問題などの社会現象を空間的・地域的（地理学的）に分析する分野である。社会学の各分野と隣接している分野でもあり、内容により犯罪社会学、都市社会学、環境社会学などの学術成果も活用される分野である。
社会地理学が誕生したのは比較的新しく、1940年代以降のドイツやアメリカであるといわれている。1960年代の計量革命以降、社会地理学分野での分析方法は多様化し、様々な分析方法のパターンが生み出されている。また、交通地理学、農村地理学、都市地理学などの分野にとって不可欠な存在である。女性学から派生した女性地理学などは社会地理学の応用分野のひとつである。
例えば、
- ある民族の社会構造の分析
- 都市構造と社会階層の関係の解明

などが扱われる。